# 翁修恭
翁修恭（1927年3月5日—2017年8月30日），台灣濟南教會牧師以及李登輝的家庭牧師，曾參與起草台灣基督長老教會人權宣言。

## 生平
翁修恭生於彰化郡。1952年畢業於台南神學院。之後來到後壁厝教會當傳道師。後來又成為台中三一教會牧師。他之後前往纽约协和神学院學習，回國後成為台南神學院副教授。
1961年，李登輝加入基督教長老教會，並請翁修恭為他的長子李憲文的婚禮證婚。李登輝出任中華民國總統後，翁修恭1個月去一次李登輝家中做禮拜，因而被外界視為總統家庭牧師。
1973年8月至1994年9月底期間擔任濟南基督長老教會牧師。1977年出任台灣基督長老教會人權宣言草擬小組成員。1993至1994年間出任台南神學院代理院長。他還擔任過財團法人二二八事件紀念基金會董事。
2017年8月30日凌晨3點19分，翁修恭因肝癌病逝於台大新竹分院。